# Jeonju-moskee
Jeonju-moskee (ook wel Abu Bakr Al-Siddiq-moskee of Abu Bakr Al-Siddiq Islamitisch Centrum) is een moskee en een islamitisch centrum in de stad Jeonju in het zuidwesten van Zuid-Korea.
De moskee ligt op 500 meter van het station van Jeonju. Dagelijks worden er lessen gehouden in de moskee na elk zonsondergang-, avond-, zonsopgang- en middaggebed.